# Arubolana aruboides
Arubolana aruboides is een pissebed uit de familie Cirolanidae. De wetenschappelijke naam van de soort is voor het eerst geldig gepubliceerd in 1983 door Bowman & Iliffe.